# Беркасово
Беркасово (панонскорусински: Беркасов) је насеље у општини Шид, у Сремском округу, у Србији. Према попису из 2022. било је 983 становника. У његовој близини се налазе остаци истоимене тврђаве из средњег века.
Овде се налазе Српска православна црква Светих Петра и Павла у Беркасову и Манастир Свете Петке. У близини се налази излетиште Липовача.

## Географија
Насеље Беркасово је смештено у делу долине потока Шидина где почиње сремска лесна зараван, на просечно 149 м. н.в. Основа насеља уздуженог је облика и линеарне структуре. Обухвата три дела : Гладнош, Старо Беркасово и Ново Беркасово. Територија суседног Шида се проширила обухватајући и део Беркасова.

## Историја
Старо насеље први пут се спомиње у папским документима из XIII века; у XV в. то је град са тврђавом под називом Деспотовац. Савремено село помиње се 1733. године. Софроније Подгоричанин је освештао српску православну цркву у селу. Била је посвећена Св. Петру и Павлу. Село је припадало у 18. веку унијатском владичанству у Шиду. Место је 1885. године припадало Ердевичком изборном срезу са својих 572 житеља.

## Манифестације
У Беркасову се традиционално одржавају манифестације "Дани Св. Петке" и "Сремска винијада".

## Демографија
У насељу Беркасово живи 987 пунолетних становника, а просечна старост становништва износи 40,9 година (39,4 код мушкараца и 42,2 код жена). У насељу има 490 домаћинстава, а просечан број чланова по домаћинству је 2,51.
Ово насеље је углавном насељено Србима (према попису из 2002. године).
|  |

| Демографија | Демографија | Демографија |
| Година      | Становника  | Становника  |
| ----------- | ----------- | ----------- |
| 1948.       | 1.156       |             |
| 1953.       | 1.235       |             |
| 1961.       | 1.214       |             |
| 1971.       | 1.213       |             |
| 1981.       | 1.217       |             |
| 1991.       | 1.103       | 1.088       |
| 2002.       | 1.228       | 1.258       |

| Етнички састав према попису из 2002.‍ | Етнички састав према попису из 2002.‍ | Етнички састав према попису из 2002.‍ | Етнички састав према попису из 2002.‍ | Етнички састав према попису из 2002.‍ |
| ------------------------------------ | ------------------------------------ | ------------------------------------ | ------------------------------------ | ------------------------------------ |
|                                      |                                      |                                      |                                      |                                      |
| Срби                                 | Срби                                 |                                      | 841                                  | 68,48%                               |
| Русини                               | Русини                               |                                      | 184                                  | 14,98%                               |
| Југословени                          | Југословени                          |                                      | 51                                   | 4,15%                                |
| Хрвати                               | Хрвати                               |                                      | 47                                   | 3,82%                                |
| Словаци                              | Словаци                              |                                      | 21                                   | 1,71%                                |
| Мађари                               | Мађари                               |                                      | 6                                    | 0,48%                                |
| Руси                                 | Руси                                 |                                      | 2                                    | 0,16%                                |
| Роми                                 | Роми                                 |                                      | 2                                    | 0,16%                                |
| Украјинци                            | Украјинци                            |                                      | 1                                    | 0,08%                                |
| Муслимани                            | Муслимани                            |                                      | 1                                    | 0,08%                                |
| Македонци                            | Македонци                            |                                      | 1                                    | 0,08%                                |
| непознато                            | непознато                            |                                      | 61                                   | 4,96%                                |

| Година пописа     | 1948. | 1953. | 1961. | 1971. | 1981. | 1991. | 2002. |
| ----------------- | ----- | ----- | ----- | ----- | ----- | ----- | ----- |
| Број домаћинстава | 300   | 330   | 358   | 386   | 434   | 394   | 490   |

| Број чланова      | 1   | 2   | 3  | 4  | 5  | 6  | 7 | 8 | 9 | 10 и више | Просек |
| ----------------- | --- | --- | -- | -- | -- | -- | - | - | - | --------- | ------ |
| Број домаћинстава | 134 | 146 | 99 | 71 | 23 | 13 | 4 | 0 | 0 | 0         | 2,51   |

| Пол    | Укупно | Неожењен/Неудата | Ожењен/Удата | Удовац/Удовица | Разведен/Разведена | Непознато |
| ------ | ------ | ---------------- | ------------ | -------------- | ------------------ | --------- |
| Мушки  | 493    | 130              | 311          | 25             | 26                 | 1         |
| Женски | 542    | 92               | 299          | 112            | 35                 | 4         |
| УКУПНО | 1.035  | 222              | 610          | 137            | 61                 | 5         |

| Пол    | Укупно                    | Пољопривреда, лов и шумарство | Рибарство                            | Вађење руде и камена | Прерађивачка индустрија       |
| ------ | ------------------------- | ----------------------------- | ------------------------------------ | -------------------- | ----------------------------- |
| Мушки  | 194                       | 49                            | 0                                    | 0                    | 48                            |
| Женски | 104                       | 14                            | 0                                    | 0                    | 24                            |
| УКУПНО | 298                       | 63                            | 0                                    | 0                    | 72                            |
| Пол    | Производња и снабдевање   | Грађевинарство                | Трговина                             | Хотели и ресторани   | Саобраћај, складиштење и везе |
| Мушки  | 5                         | 12                            | 11                                   | 7                    | 17                            |
| Женски | 1                         | 0                             | 24                                   | 4                    | 1                             |
| УКУПНО | 6                         | 12                            | 35                                   | 11                   | 18                            |
| Пол    | Финансијско посредовање   | Некретнине                    | Државна управа и одбрана             | Образовање           | Здравствени и социјални рад   |
| Мушки  | 0                         | 1                             | 8                                    | 3                    | 2                             |
| Женски | 1                         | 3                             | 4                                    | 11                   | 7                             |
| УКУПНО | 1                         | 4                             | 12                                   | 14                   | 9                             |
| Пол    | Остале услужне активности | Приватна домаћинства          | Екстериторијалне организације и тела | Непознато            | Непознато                     |
| Мушки  | 10                        | 0                             | 0                                    | 21                   | 21                            |
| Женски | 3                         | 0                             | 0                                    | 7                    | 7                             |
| УКУПНО | 13                        | 0                             | 0                                    | 28                   | 28                            |